# ハンバーガーボタン

ハンバーガーボタンのアイコン

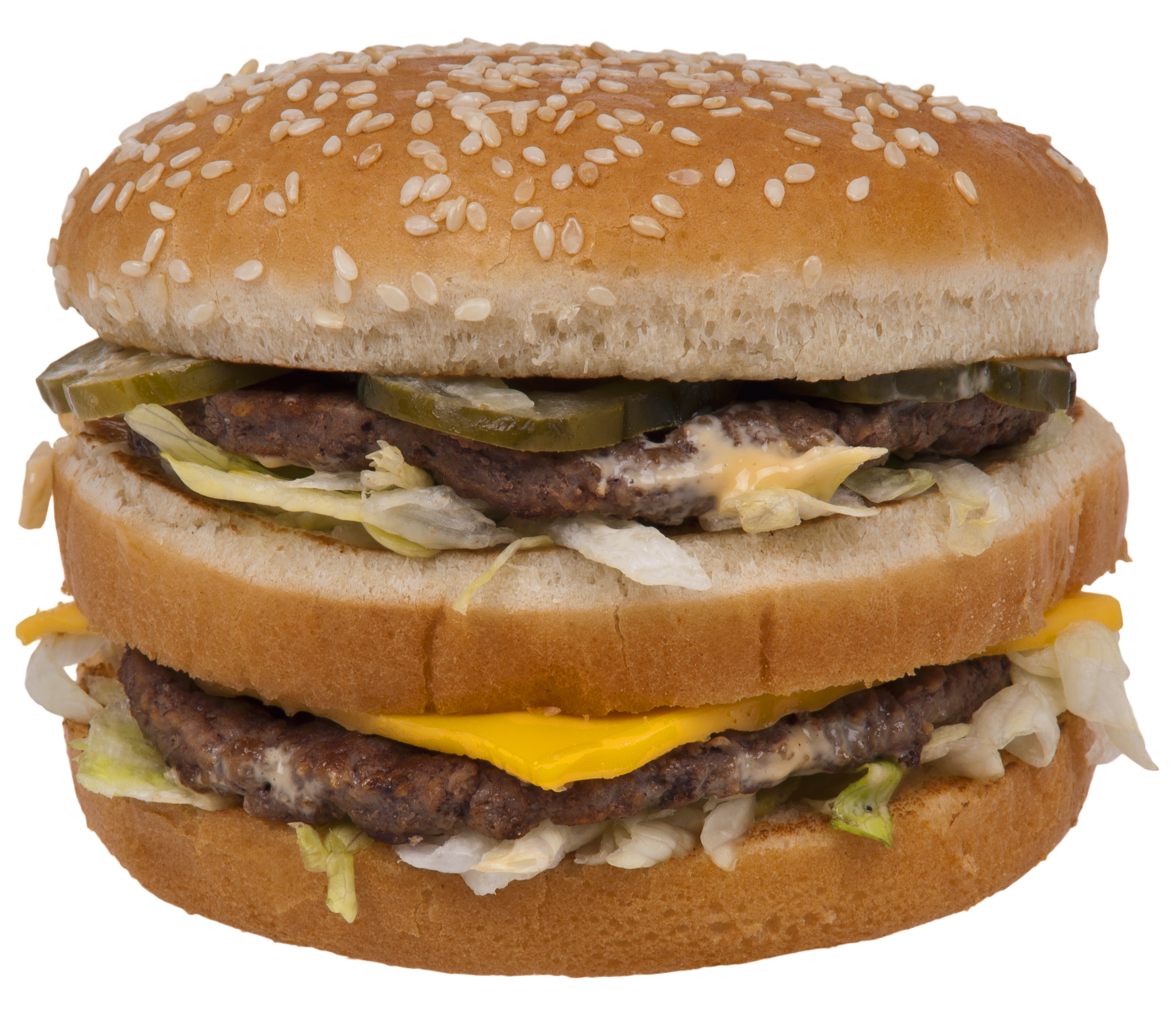
名称の由来であるハンバーガー

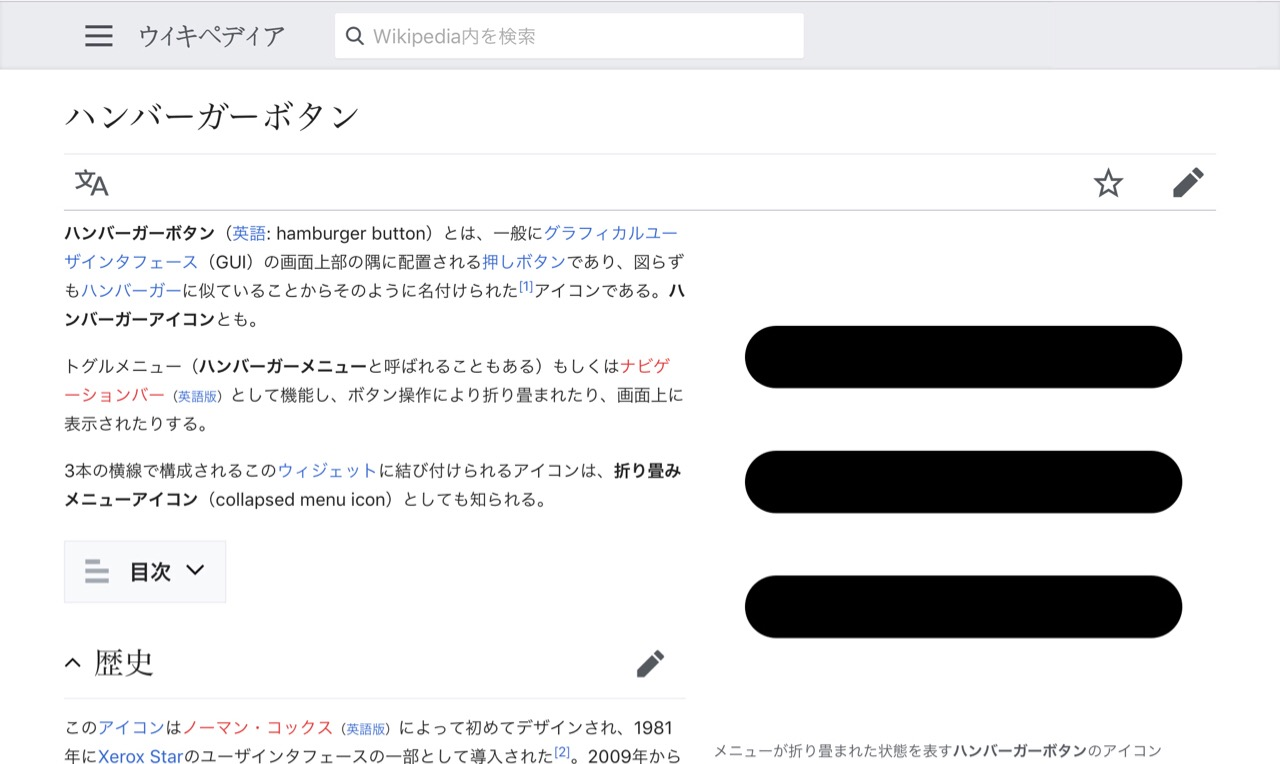
ウィキペディア日本語版の「ハンバーガーボタン」の記事のモバイルビュー。左上にハンバーガーボタンが見える。

ハンバーガーボタン（英語: hamburger button）とは、一般にグラフィカルユーザインタフェース (GUI) の画面上部の隅に配置されるボタンである。
図らずもハンバーガーに似ていることから、そのように名付けられた。ハンバーガーアイコンともいう。トグルメニュー（ハンバーガーメニューと呼ばれることもある）もしくはナビゲーションバーとして機能し、ボタン操作によって折り畳まれたり、画面上に表示されたりする。
3本の横線で構成されるこのウィジェットに結び付けられるアイコンは、折り畳みメニューアイコン (collapsed menu icon) としても知られる。

## 歴史
このアイコンはノーマン・コックスによって初めてデザインされ、1981年にXerox Starのユーザインタフェースの一部として導入された。2009年からは、スクリーン面積に制約があるモバイルアプリケーションの普及に伴い、復活することとなった。このアイコンの作成について、コックスは「『道路標識』のように極めてシンプルで、機能を記憶しやすく、表示されるメニューのリスト（一覧）に似せることを意図してデザインした。ごくわずかな画素数でも扱うことができ、シンプルながらも判りやすくなければならなかった。我々は16x16ピクセルだけで画像を表示させた（13x13だったかも…はっきり憶えていないが…）」と述べている。
Xerox Star以降で最初にハンバーガーボタンが採用されたと推定される事例は、1985年にリリースされたWindows 1.0であり、各画面のコントロールメニューにハンバーガーアイコンが含まれていた。もっともこれはアイコンとしては短命に終わり、Windows 2.0ではコントロールメニューを示す1本の横線に置き換えられた。
Windows 95では1本の横線からそれぞれのプログラム自身が持つアイコンに代わり、Windows 10 Anniversary Updateでスタートメニューに配置されるまで、ハンバーガーアイコンがWindowsに戻ってくることはなかった。

## 外観と機能
“メニュー”ボタンは、端を揃えて並べられた3本の横線によりリストを暗示する、アイコンによって構成される（≡のように表示される）。この名称は、アイコンの操作によって展開されるメニューに似せていることによる。メニューが表示された状態ではアイコンが3個の垂直に並べられた点に変わる（⋮のように表示される）。Microsoft Office 365では、これと同様の3個の四角形が3列に並べられたアプリケーションメニューが表示される。タップやクリックなどのボタン操作によってメニューが展開され、常に画面上に表示されるメニューバーもしくはタブバーと区別される。
メニューボタンを操作した後の種類として他には、≡ボタンの上にメニューバーが重なるもの、≡ボタンが×ボタンに切り替わるものなどがある。×ボタンに切り替わるパターンでは、アニメーションするエフェクトを表示するものも多い。

## 批判
折り畳みメニューアイコンがありふれた存在となった一方で、初めて対峙した際にその機能が必ずしも一目瞭然ではない、との議論がある。特に、モダンな象徴的表現に馴染みの薄い古参のユーザーにとっては混乱を招きやすい。
モバイルアプリケーションにおいてスクリーン面積の節約に役立つのと引き替えに、メニューボタンは画面下端のメニューバーと比較してインタラクションコストが増大し、同じ情報を得るためにより多くのクリック回数が必要となる。また、デザイナーがこれらのアイコン内に過剰に情報を詰め込んで、情報を隠したがる傾向がみられるとする議論もある。